# San Andrés (Quezon)
San Andrés es un municipio filipino de cuarta clase, perteneciente a la provincia de Quezon, en la región de Calabarzon. En 2020, tenía censados 37 454 habitantes.